# Apopestes spectrum
Apopestes spectrum là một loài bướm đêm trong họ Erebidae.

## Hình ảnh

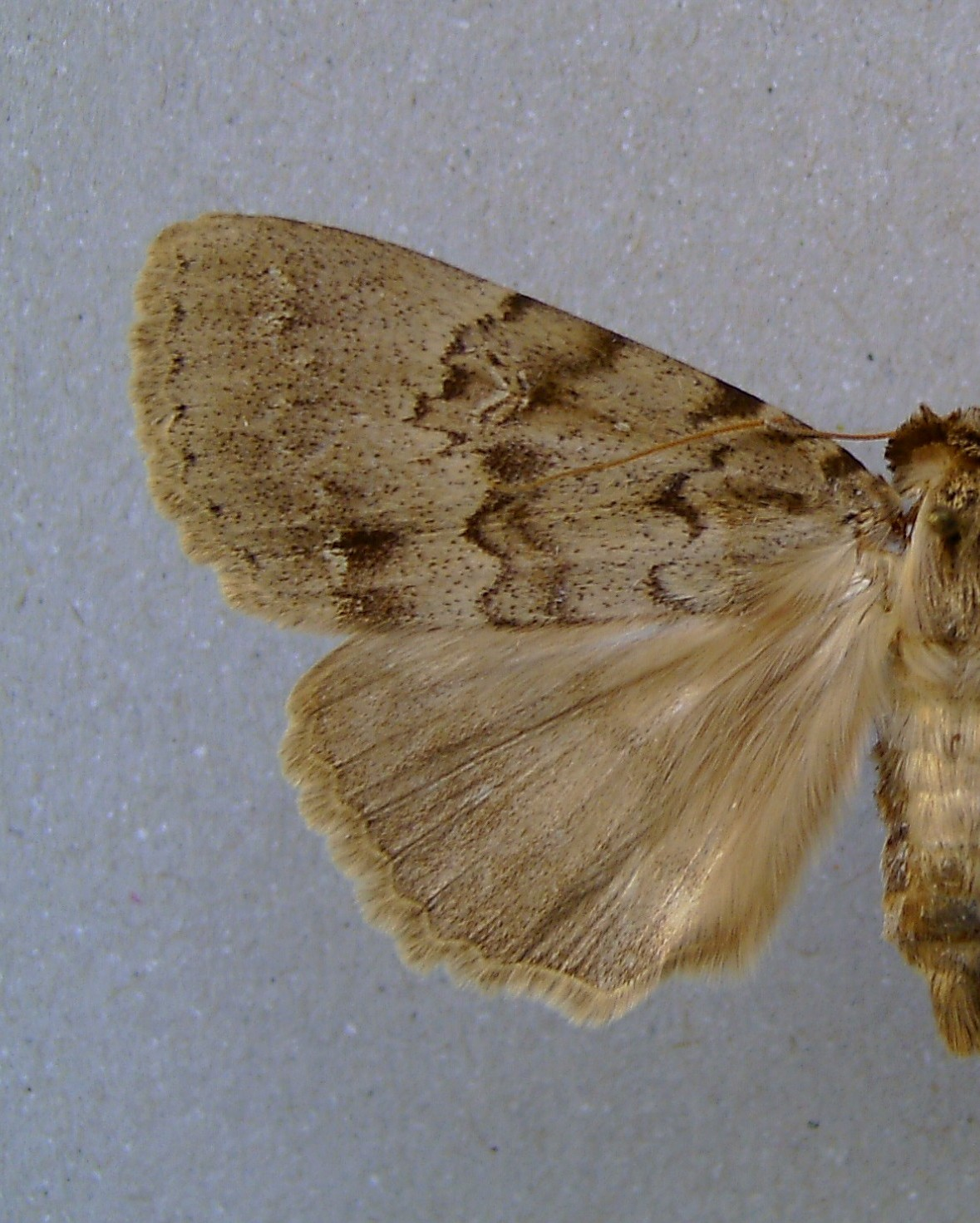